# Mirak, Aragatsotn
Mirak là một đô thị thuộc tỉnh Aragatsotn, Armenia. Dân số ước tính năm 2011 là 108 người.